# Петухова, Кира Дмитриевна
Ки́ра Дми́триевна Петухо́ва (24 мая 2006) — российская футболистка, выступающая на позиции нападающая клуба «Чертаново», выступала за сборную России.

## Карьера
клубная карьера
Участница Первенства России по футболу среди девушек до 16 лет (ЮФЛ-девушки) 2021 в составе юниорского «Чертаново», в котором забила 18 мячей.
На межсезонных сборах в Сочи 8 февраля 2022 года играла за основную команду «Чертаново» против мужского юниорского «Сочи» (0:2). В марте на сборах в Турции участвовала в турнире Evima Football против сборной Черногории (U17) (3:1) и против косовской «Митровицы» (0:0, пен. 3:5).
Участница Зимнего Кубка Московской Федерации футбола среди девушек 2022 года в составе молодёжной команды «Чертаново», в котором провела два матча (13 и 19 марта) и забила 1 гол в ворота «Строгино» (U-21).
19 марта 2022 года провела первый матч за основную команду «Чертаново» в Суперлиге в возрасте 15 лет и 9 месяцев против «Зенита», первый гол забила в матче с «Енисеем» 23 апреля. С сезона 2022 года стала постоянным игроком основы «Чертаново».
карьера в сборной
В октябре 2021 года была участницей 1-го раунда отборочных игр к Чемпионату Европы по футболу среди девушек до 17 лет 2022 года в составе сборной России (U17) (под руководством Валентина Гаввы), участвовала в 3-х матчах — против сборных Англии, Польши и Бельгии.
В апреле 2022 года на учебно-тренировочных сборах в Казани участвовала в двух матчах: против молодёжного состава ЖФК «Рубин» (6:1), где забила два мяча, и против сборной России до 19-ти лет (0:2).
В июне 2022 года впервые провела официальный матч за сборную России (U19) (также под руководством Валентина Гаввы) против сборной Белоруссии. В сентябре на учебно-тренировочных сборах в Казани участвовала в двух матчах: против сборной России до 17-ти лет (1:0) и молодёжного состава ЖФК «Рубин» (6:0), где отметилась голом.
В 2022—2023 годах принимала участие в товарищеских матчах юниорской и молодёжной сборных России. В 2024 году дебютировала в основной сборной России в товарищеском матче против сборной Азербайджана 28 ноября 2024 года.